# Équipe d'Écosse de rugby à XV à la Coupe du monde 2015
L'équipe d'Écosse participe à la coupe du monde de rugby à XV 2015. Elle est emmenée par son sélectionneur néo-zélandais Vern Cotter.
Elle termine à la deuxième place de la poule B, avec un bilan de trois victoires pour une défaite. Qualifiés pour les quarts de finale, elle affronte l'Australie. L'Écosse est éliminée sur une pénalité de dernière minute accordée à l'Australie par l'arbitre sud-africain Craig Joubert, pénalité jugée après coup irrecevable par World Rugby. En conséquence, les Écossais sont éliminés de la course aux demi-finales par cette erreur d'arbitrage.

## Les sélectionnés
Le 2 juin 2015, Vern Cotter annonce une liste de 46 joueurs pour la préparation de la coupe du monde 2015.
Le 29 juin, Dougie Fife et Ben Toolis remplacent Duncan Taylor et Tim Swinson, blessés. John Hardie est ajouté à la liste le 15 juillet.
À la suite du premier test-match contre l'Irlande, le talonneur de Glasgow Kevin Bryce est intégré pour parer à une éventuelle blessure de Fraser Brown.
La liste a compté un maximum de 47 joueurs avant d'être réduite, le 24 août, à quarante. Les sept joueurs libérés sont Mike Cusack, Allan Dell, Dougie Fife, Damien Hoyland, Rory Hughes, Ben Toolis et Hamish Watson.

### Avants
| Nom                | Poste                  | Naissance         | Sélections | Club              | E/S      |
| ------------------ | ---------------------- | ----------------- | ---------- | ----------------- | -------- |
| Fraser Brown       | Talonneur              | 20 juin 1989      | 8          | Glasgow Warriors  | -        |
| Kevin Bryce        | Talonneur              | 7 septembre 1988  | 0          | Glasgow Warriors  | Entré    |
| Ross Ford          | Talonneur              | 23 avril 1984     | 85         | Édimbourg         | -        |
| Stuart McInally    | Talonneur              | 9 août 1990       | 0          | Édimbourg         | -        |
| Michael Cusack     | Pilier                 | 7 novembre 1984   | 0          | Glasgow Warriors  | Remplacé |
| Allan Dell         | Pilier                 | 16 mars 1992      | 0          | Édimbourg         | Remplacé |
| Alasdair Dickinson | Pilier                 | 11 septembre 1983 | 44         | Édimbourg         | -        |
| Ryan Grant         | Pilier                 | 8 octobre 1985    | 22         | Glasgow Warriors  | -        |
| WP Nel             | Pilier                 | 30 avril 1986     | 0          | Édimbourg         | -        |
| Gordon Reid        | Pilier                 | 4 août 1987       | 8          | Glasgow Warriors  | -        |
| Jon Welsh          | Pilier                 | 13 octobre 1986   | 4          | Newcastle Falcons | -        |
| Grant Gilchrist    | Deuxième ligne         | 9 août 1990       | 8          | Édimbourg         | -        |
| Jonny Gray         | Deuxième ligne         | 14 mars 1994      | 13         | Glasgow Warriors  | -        |
| Richie Gray        | Deuxième ligne         | 24 août 1989      | 44         | Castres olympique | -        |
| Jim Hamilton       | Deuxième ligne         | 17 novembre 1982  | 61         | Saracens          | -        |
| Rob Harley         | Deuxième ligne         | 26 mai 1990       | 15         | Glasgow Warriors  | -        |
| Tim Swinson        | Deuxième ligne         | 17 février 1987   | 12         | Glasgow Warriors  |          |
| Ben Toolis         | Deuxième ligne         | 31 mars 1992      | 1          | Édimbourg         | Remplacé |
| John Barclay       | Troisième ligne aile   | 24 septembre 1986 | 43         | Llanelli Scarlets | -        |
| Hugh Blake         | Troisième ligne aile   | 10 septembre 1992 | 0          | Glasgow Warriors  | -        |
| Blair Cowan        | Troisième ligne aile   | 21 avril 1986     | 11         | London Irish      | -        |
| John Hardie        | Troisième ligne aile   | 27 juillet 1988   | 0          | Highlanders       | Entré    |
| Alasdair Strokosch | Troisième ligne aile   | 21 février 1983   | 44         | USA Perpignan     | -        |
| Ryan Wilson        | Troisième ligne aile   | 18 mai 1989       | 9          | Glasgow Warriors  | -        |
| Hamish Watson      | Troisième ligne aile   | 15 octobre 1991   | 1          | Édimbourg         | Remplacé |
| Adam Ashe          | Troisième ligne centre | 24 juillet 1993   | 5          | Glasgow Warriors  | -        |
| David Denton       | Troisième ligne centre | 5 février 1990    | 25         | Édimbourg         | -        |
| Josh Strauss       | Troisième ligne centre | 23 octobre 1986   | 0          | Glasgow Warriors  | -        |

### Arrières
| Nom                  | Poste            | Naissance         | Sélections | Club             | E/S      |
| -------------------- | ---------------- | ----------------- | ---------- | ---------------- | -------- |
| Chris Cusiter        | Demi de mêlée    | 13 juin 1982      | 70         | Sale Sharks      | -        |
| Sam Hidalgo-Clyne    | Demi de mêlée    | 4 août 1993       | 5          | Édimbourg        | -        |
| Greig Laidlaw (Cap.) | Demi de mêlée    | 12 octobre 1985   | 39         | Gloucester       | -        |
| Henry Pyrgos         | Demi de mêlée    | 9 juillet 1989    | 13         | Glasgow Warriors | -        |
| Ruaridh Jackson      | Demi d'ouverture | 12 février 1988   | 25         | London Wasps     | -        |
| Finn Russell         | Demi d'ouverture | 23 septembre 1992 | 9          | Glasgow Warriors | -        |
| Duncan Weir          | Demi d'ouverture | 10 mai 1991       | 18         | Glasgow Warriors | -        |
| Mark Bennett         | Centre           | 3 février 1993    | 7          | Glasgow Warriors | -        |
| Alex Dunbar          | Centre           | 23 avril 1990     | 14         | Glasgow Warriors | -        |
| Peter Horne          | Centre           | 5 octobre 1989    | 7          | Glasgow Warriors | -        |
| Matt Scott           | Centre           | 30 septembre 1990 | 25         | Édimbourg        | -        |
| Duncan Taylor        | Centre           | 5 septembre 1989  | 12         | Saracens         | Remplacé |
| Richie Vernon        | Centre           | 7 juillet 1987    | 20         | Glasgow Warriors | -        |
| Dougie Fife          | Ailier           | 8 août 1990       | 6          | Édimbourg        | Remplacé |
| Damien Hoyland       | Ailier           | 11 janvier 1994   | 0          | Édimbourg        | Remplacé |
| Rory Hughes          | Ailier           | 4 mars 1993       | 0          | Glasgow Warriors | Remplacé |
| Sean Lamont          | Ailier           | 15 janvier 1981   | 93         | Glasgow Warriors | -        |
| Sean Maitland        | Ailier           | 14 septembre 1988 | 15         | London Irish     | -        |
| Tommy Seymour        | Ailier           | 1er juillet 1988  | 17         | Glasgow Warriors | -        |
| Tim Visser           | Ailier           | 29 mai 1987       | 18         | Harlequins       | -        |
| Stuart Hogg          | Arrière          | 24 juin 1992      | 32         | Glasgow Warriors | -        |
| Greig Tonks          | Arrière          | 20 avril 1989     | 4          | Édimbourg        | -        |

### Le groupe définitif
L'équipe des 31 joueurs sélectionnés pour la coupe du monde est annoncée le mardi 1er septembre. Les sélectionnés sont soulignés en bleu.
- Kevin Bryce est ensuite retenu pour pallier le forfait de Stuart McInally[7].
- Blair Cowan est appelé durant la compétition pour pallier la blessure de Grant Gilchrist[8].

| Entraîneur | Entraîneur             | Vern Cotter                                                               |
| Avants     | Pilier                 | Alasdair Dickinson, Ryan Grant, Willem Petrus Nel, Gordon Reid, Jon Welsh |
| Avants     | Talonneur              | Fraser Brown, Kevin Bryce, Ross Ford, Stuart McInally                     |
| Avants     | Deuxième ligne         | Grant Gilchrist , Jonny Gray, Richie Gray, Tim Swinson                    |
| Avants     | Troisième ligne aile   | Blair Cowan, John Hardie, Josh Strauss, Alasdair Strokosch                |
| Avants     | Troisième ligne centre | David Denton, Ryan Wilson                                                 |
| Arrières   | Demi de mêlée          | Sam Hidalgo-Clyne, Greig Laidlaw (cap.), Henry Pyrgos                     |
| Arrières   | Demi d'ouverture       | Finn Russell, Duncan Weir                                                 |
| Arrières   | Centre                 | Mark Bennett, Peter Horne, Matt Scott, Richie Vernon                      |
| Arrières   | Ailier                 | Sean Lamont, Sean Maitland, Tommy Seymour, Tim Visser                     |
| Arrières   | Arrière                | Stuart Hogg                                                               |

## L'encadrement
- Directeur national : Scott Johnson
- Sélectionneur : Vern Cotter
- Entraîneur adjoint (arrières/attaque) : Duncan Hodge
- Entraîneur adjoint (défense) : Matt Taylor
- Entraîneur adjoint (avants) : Jonathan Humphreys
- Préparateur physique : Ash Jones

## Préparation
L'équipe d'Écosse dispute quatre matchs de préparation, contre l'Irlande, l'Italie (aller retour) et la France.
| 15 août 2015 17 h 00 | Irlande | 28 – 22 (7 - 7) | Écosse | Aviva Stadium, Dublin Arbitre : Pascal Gaüzère |
| 15 août 2015 17 h 00 | Essai(s) : Henry (15e), Cronin (54e), Zebo (60e), Fitzgerald (69e) Transformation(s) : Madigan 4 (16e, 56e, 61e, 71e) |                 | Essai(s) : Cowan (31e), Pyrgos (44e), Horne (64e) Transformation(s) : Horne (33e), Jackson (66e) Pénalité(s) : Horne (60e) | Aviva Stadium, Dublin Arbitre : Pascal Gaüzère |
| 15 août 2015 17 h 00 | |                 | | Aviva Stadium, Dublin Arbitre : Pascal Gaüzère |

| 22 août 2015 20 h 00 | Italie                                                | 12 – 16 (9 - 9) | Écosse                                                                                     | Stade olympique, Turin Arbitre : JP Doyle |
| 22 août 2015 20 h 00 | Pénalité(s) : Garcia (18e), Allan 3 (25e, 40e+1, 62e) |                 | Essai(s) : Pyrgos (74e) Transformation(s) : Weir (75e) Pénalité(s) : Weir 3 (4e, 13e, 20e) | Stade olympique, Turin Arbitre : JP Doyle |
| 22 août 2015 20 h 00 |                                                       |                 |                                                                                            | Stade olympique, Turin Arbitre : JP Doyle |

| 29 août 2015 15 h 15 | Écosse | 48 – 7 (23 - 7) | Italie | Murrayfield Stadium, Édimbourg Arbitre : Romain Poite |
| 29 août 2015 15 h 15 | Essai(s) : Lamont 2 (9e, 62e), Barclay (39e), Visser 2 (48e, 72e), Bennett (80e) Transformation(s) : Laidlaw 2 (10e, 39e) Russell (73e) Pénalité(s) : Laidlaw 4 (5e, 23e, 27e, 56e) |                 | Essai(s) : Campagnaro (30e) Transformation(s) : Allan (31e) Carton(s) jaune(s) : Minto (38e), Rizzo (69e) | Murrayfield Stadium, Édimbourg Arbitre : Romain Poite |
| 29 août 2015 15 h 15 | |                 | | Murrayfield Stadium, Édimbourg Arbitre : Romain Poite |

| 5 septembre 2015 21 h 00 | France | 19 - 16 (6 - 9) | Écosse | Stade de France, Saint-Denis Arbitre : Wayne Barnes |
| 5 septembre 2015 21 h 00 | Essai(s) : Nakaitaci (73e) Transformation(s) : Parra (74e) Pénalité(s) : Michalak 3 (18e, 31e, 44e), Spedding (59e) |                 | Essai(s) : Seymour (61e) Transformation(s) : Laidlaw (62e) Pénalité(s) : Laidlaw 3 (9e, 22e, 40e+1) Carton(s) jaune(s) : Denton (70e) | Stade de France, Saint-Denis Arbitre : Wayne Barnes |
| 5 septembre 2015 21 h 00 | |                 | | Stade de France, Saint-Denis Arbitre : Wayne Barnes |

## Parcours en coupe du monde
Conformément au tirage au sort effectué le 3 décembre 2012 à Londres, l'Écosse (Chapeau 3), fait partie de la poule B de la Coupe du monde 2015, avec les équipes d'Afrique du Sud (Chapeau 1), des Samoa (Chapeau 2), du Japon (Chapeau 4) et des États-Unis (Chapeau 5). Les deux premières se qualifient pour les quarts de finale de la compétition, la troisième est qualiifiée pour la Coupe du monde 2019.
Le XV du chardon entame la compétition face au Japon qui vient de dominer les Springboks (34-32). Après une première période équilibrée l'Écosse menant 12 à 7 à la pause. Elle va ensuite se détacher dans la rencontre l'emportant 45 à 10, inscrivant cinq essais et prenant donc le point de bonus offensif et la tête de la poule. Pour la deuxième rencontre, l'Écosse affronte les États-Unis, et se fait dominer par ces derniers à la mi-temps (6-13). Cependant les Écossais vont ensuite inscrire cinq essais dans la seconde période et l'emporter 39 à 16, empochant un niveau point du bonus offensif. Ils sont ensuite opposés à l'Afrique du Sud et s'inclinent assez largement 34 à 16. Pour la dernière rencontre de la phase de poule, l'Écosse affronte les Samoa, qui ont effectué un parcours décevant et ne sont plus dans la capacité de se qualifier pour la suite de la compétition. Les joueurs du Pacifique entament le match avec beaucoup d'intensité et inscrivent trois essais lors de la première période, menant à la mi-temps 26 à 23. Le XV du chardon va réussir à renverser la situation en seconde période, pour l'emporter 36 à 33, en grande partie grâce à leur capitaine Greig Laidlaw auteur de 26 points dans ce match. Cette victoire permet à l'Écosse de terminer deuxième de sa poule derrière l'Afrique du Sud et de se qualifier pour les quarts de finale pour y affronter l'Australie. À Twickenham, le XV du chardon est tout proche de réussir l'exploit de battre les Wallabies, perdant cette rencontre 34 à 35, sur une pénalité litigieuse à la dernière minute.

### Poule B
| Rang | Pays           | J | V | N | D | Bo | Bd | Pm  | Pe  | Diff | Pts |
| ---- | -------------- | - | - | - | - | -- | -- | --- | --- | ---- | --- |
| 1    | Afrique du Sud | 4 | 3 | 0 | 1 | 3  | 1  | 176 | 56  | +120 | 16  |
| 2    | Écosse         | 4 | 3 | 0 | 1 | 2  | 0  | 136 | 93  | +43  | 14  |
| 3    | Japon          | 4 | 3 | 0 | 1 | 0  | 0  | 98  | 100 | -2   | 12  |
| 4    | Samoa          | 4 | 1 | 0 | 3 | 1  | 1  | 69  | 124 | -55  | 6   |
| 5    | États-Unis     | 4 | 0 | 0 | 4 | 0  | 0  | 50  | 156 | -106 | 0   |

#### Écosse - Japon
(mt : 12 - 7)
Homme du match :  Greig Laidlaw
Points marqués :
- Écosse : 5 essais de Hardie (48e), Bennett (56e, 69e), Seymour (64e) et Russell (74e) ; 4 transformations de Laidlaw (57e, 65e, 70e, 75e) ; 4 pénalités de Laidlaw (3e, 12e, 18e, 20e)
- Japon : 1 essai de Mafi (15e) ; 1 transformation de Goromaru (16e) ; 1 pénalité de Goromaru (46e)

Évolution du score : 3-0, 6-0, 6-7, 9-7, 12-7, 12-10, 17-10, 24-10, 31-10, 38-10, 45-10
Arbitre :  John Lacey
Résumé
| Écosse · Titulaires · 15 Stuart Hogg 66e · 14 Tommy Seymour 64e · 13 Mark Bennett 56e 69e 75e · 12 Matt Scott · 11 Sean Lamont · 10 Finn Russell 74e · 9 Greig Laidlaw (cap.) · 8 David Denton · 7 John Hardie 48e · 6 Ryan Wilson 57e · 5 Jonny Gray · 4 Grant Gilchrist 50e · 3 WP Nel 70e · 2 Ross Ford 70e · 1 Alasdair Dickinson 66e · Remplaçants · 16 Fraser Brown 70e · 17 Ryan Grant 66e · 18 Jon Welsh 70e · 19 Richie Gray 50e · 20 Josh Strauss 57e · 21 Henry Pyrgos · 22 Peter Horne 75e · 23 Sean Maitland 66e · Entraîneur · Vern Cotter |  | Japon · Titulaires · Ayumu Goromaru 15 · 23e à 33e Kotaro Matsushima 14 · Male Sa'u 13 · Yu Tamura 12 · Kenki Fukuoka 11 · 72e Harumichi Tatekawa 10 · 65e Fumiaki Tanaka 9 · 15e 45e Amanaki Mafi 8 · Michael Broadhurst 7 · (cap.) Michael Leitch 6 · 61e Justin Ives 5 · 65e Luke Thompson 4 · 53e Hiroshi Yamashita 3 · 70e Shota Horie 2 · 40e Keita Inagaki 1 · Remplaçants · 70e Takeshi Kizu 16 · 40e Masataka Mikami 17 · 53e Kensuke Hatakeyama 18 · 61e Shinya Makabe 19 · 65e Shoji Ito 20 · 45e Hendrik Tui 21 · 65e Atsushi Hiwasa 22 · 72e Karne Hesketh 23 · Entraîneur · Eddie Jones |

#### Écosse - États-Unis
(mt : 6 - 13)
Homme du match :  Finn Russell
Points marqués :
- Écosse : 5 essais de Visser (42e), Maitland (47e), Nel (54e), Scott (65e) et Weir (79e) ; 4 transformations de Russell (48e) et Laidlaw (55e, 66e, 80e) ; 2 pénalités de Hogg (7e) et Russell (16e)
- Etats-Unis : 1 essai de Lamositele (21e) ; 1 transformation de MacGinty (22e) ; 3 pénalités de MacGinty (3e, 40e, 51e)

Évolution du score : 0-3, 3-3, 6-3, 6-13, 11-13, 18-13, 18-16, 25-16, 32-16, 39-16
Arbitre :  Chris Pollock
Touche :  John Lacey et  Mike Fraser

Vidéo :  Ben Skeen
Résumé
| Écosse · Titulaires · 15 Stuart Hogg · 14 Sean Maitland 47e · 13 Mark Bennett · 12 Peter Horne 55e · 11 Tim Visser 42e · 10 Finn Russell 60e · 9 Henry Pyrgos (cap.) 53e · 8 Josh Strauss · 7 Ryan Wilson 46e · 6 Alasdair Strokosch · 5 Grant Gilchrist 18e · 4 Richie Gray · 3 Jon Welsh 40e · 2 Ross Ford 78e · 1 Ryan Grant 40e · Remplaçants · 16 Kevin Bryce 78e · 17 Alasdair Dickinson 40e · 18 WP Nel 40e 54e · 19 Tim Swinson 18e · 20 Fraser Brown 46e · 21 Greig Laidlaw 53e · 22 Duncan Weir 60e 79e · 23 Matt Scott 55e 65e · Entraîneur · Vern Cotter |  | États-Unis · Titulaires · (cap.) Chris Wyles 15 · Takudzwa Ngwenya 14 · Seamus Kelly 13 · Thretton Palamo 12 · 59e Blaine Scully 11 · AJ MacGinty 10 · 50e Mike Petri 9 · Samu Manoa 8 · 59e Andrew Durutalo 7 · Alastair McFarland 6 · 50e Greg Peterson 5 · 43e Hayden Smith 4 · 21e 69e Titi Lamositele 3 · 64e Phil Thiel 2 · 67e Eric Fry 1 · Remplaçants · 64e Zach Fenoglio 16 · 67e Olive Kilifi 17 · 69e Chris Baumann 18 · 43e Cam Dolan 19 · 59e John Quill 20 · 50e Danny Barrett 21 · 50e Shalom Suniula 22 · 59e Folau Niua 23 · Entraîneur · Mike Tolkin |

#### Afrique du Sud - Écosse
(mt : 20 - 3)
Homme du match :  Lood de Jager
Points marqués :
- Afrique du Sud : 3 essais de Burger (13e), Pietersen (38e) et Habana (73e) ; 2 transformations de Handré Pollard (13e, 40e) ; 4 pénalités de Pollard (17e, 27e, 62e, 68e) ; 1 drop de Pollard (51e)
- Écosse : 1 essai de Seymour (49e) ; 1 transformation de Laidlaw (50e) ; 3 pénalités de Laidlaw (30e, 45e) et Weir (60e)

Évolution du score : 7-0, 10-0, 13-0, 13-3, 20-3, 20-6, 20-13, 23-13, 23-16, 26-16, 29-16, 34-16
Arbitre :  Nigel Owens
Touche :  Chris Pollock et  Leighton Hodges

Vidéo :  George Ayoub
Résumé
| Afrique du Sud · Titulaires · 15 Willie le Roux · 14 JP Pietersen 38e 70e · 13 Jesse Kriel · 12 Damian de Allende 75e · 11 Bryan Habana 73e · 10 Handré Pollard · 9 Fourie du Preez (cap.) 79e · 8 Duane Vermeulen · 7 Schalk Burger 13e 70e · 6 François Louw · 5 Lood de Jager 75e · 4 Eben Etzebeth · 3 Jannie du Plessis 34e à 44e 50e · 2 Bismarck du Plessis 56e · 1 Tendai Mtawarira 61e · Remplaçants · 16 Adriaan Strauss 56e · 17 Trevor Nyakane 61e · 18 Frans Malherbe 50e · 19 Pieter-Steph du Toit 75e · 20 Willem Alberts 70e · 21 Ruan Pienaar 79e · 22 Patrick Lambie 70e · 23 Jan Serfontein 75e · Entraîneur · Heyneke Meyer |  | Écosse · Titulaires · 63e Stuart Hogg 15 · 49e Tommy Seymour 14 · 65e Richie Vernon 13 · Matt Scott 12 · Tim Visser 11 · Duncan Weir 10 · 53e à 63e 70e (cap.) Greig Laidlaw 9 · David Denton 8 · Blair Cowan 7 · 30e 34e 55e Josh Strauss 6 · 68e Jonny Gray 5 · Richie Gray 4 · 64e WP Nel 3 · 61e 78e Fraser Brown 2 · 51e Gordon Reid 1 · Remplaçants · 61e 78e Ross Ford 16 · 51e Alasdair Dickinson 17 · 64e Jon Welsh 18 · 68e Tim Swinson 19 · 30e 34e 55e Ryan Wilson 20 · 70e Sam Hidalgo-Clyne 21 · 65e Peter Horne 22 · 63e Sean Lamont 23 · Entraîneur · Vern Cotter |

#### Samoa - Écosse
(mt : 26 - 23)
Homme du match :  John Hardie
Points marqués :
- Samoa : 4 essais de Tusi Pisi (11e), Leiataua (14e), Lee-Lo (21e) et Matu'u (78e) ; 2 transformations de Tusi Pisi (11e) et Fa'apale (78e) ; 3 pénalités de Tusi Pisi (5e, 29e, 38e)
- Écosse : 3 essais de Seymour (12e), Hardie (32e) et Laidlaw (74e) ; 3 transformations de Laidlaw (13e, 33e, 75e) ; 5 pénalités de Laidlaw (9e, 20e, 25e, 51e, 53e)

Évolution du score : 3-0, 3-3, 10-3, 10-10, 15-10, 15-13, 20-13, 20-16, 23-16, 23-23, 26-23, 26-26, 26-29, 26-36, 33-36
Arbitre :  Jaco Peyper
Touche :  JP Doyle et  Marius Mitrea

Vidéo :  Ben Skeen
Résumé
| Samoa · Titulaires · 15 Tim Nanai-Williams · 14 Paul Perez · 13 George Pisi · 12 Rey Lee-Lo 21e · 11 Fa'atoina Autagavaia 71e · 10 Tusi Pisi 11e 71e · 9 Kahn Fotuali'i (cap.) 79e · 8 Alafoti Fa'osiliva · 7 Jack Lam · 6 Maurie Fa'asavalu 59e · 5 Kane Thompson 29e · 4 Filo Paulo · 3 Census Johnston 59e · 2 Manu Leiataua 14e 74e · 1 Sakaria Taulafo 59e · Remplaçants · 16 Motu Matu'u 74e 78e · 17 Viliamu Afatia 59e · 18 Anthony Perenise 59e · 19 Faifili Levave 29e · 20 Sanele Vavae Tuilagi 59e · 21 Vavao Afemai 79e · 22 Patrick Fa'apale 71e · 23 Ken Pisi 71e · Entraîneur · Stephen Betham |  | Écosse · Titulaires · 71e Stuart Hogg 15 · Sean Maitland 14 · Mark Bennett 13 · 76e Matt Scott 12 · 12e Tommy Seymour 11 · Finn Russell 10 · 74e (cap.) Greig Laidlaw 9 · David Denton 8 · 32e John Hardie 7 · 28e à 38e 53e Ryan Wilson 6 · 62e Jonny Gray 5 · Richie Gray 4 · WP Nel 3 · 66e Ross Ford 2 · 23e 28e Alasdair Dickinson 1 · Remplaçants · 66e Fraser Brown 16 · 23e 28e Gordon Reid 17 · Jon Welsh 18 · 62e Tim Swinson 19 · 53e Josh Strauss 20 · Henry Pyrgos 21 · 76e Peter Horne 22 · 71e Sean Lamont 23 · Entraîneur · Vern Cotter |

### Quarts de finale

#### Australie - Écosse
(mt :  15 - 16 )
Homme du match :  Matt Giteau
Points marqués :
- Australie : 5 essais de  Ashley-Cooper (9e),  Mitchell (30e, 43e), Hooper (40e),  Kuridrani (64e) ; 2 transformations de  Foley (44e, 64e) ; 2 pénalités de Foley (54e, 79e)
- Écosse : 3 essais de  Horne (18e),  Seymour (59e),  Bennett (74e) ; 2 transformations de  Laidlaw (19e, 75e) ; 5 pénatlités de Laidlaw (14e, 21e, 34e, 47e, 69e)

Évolution du score : 5-0, 5-3, 5-10, 5-13, 10-13, 10-16, 15-16, 22-16, 22-19, 25-19, 25-24, 32-24, 32-27, 32-34, 35-34
Arbitre :  Craig Joubert
Résumé :
| Australie · Titulaires · 15 Kurtley Beale · 14 Adam Ashley-Cooper 9e · 13 Tevita Kuridrani 64e · 12 Matt Giteau · 11 Drew Mitchell 30e 43e · 10 Bernard Foley · 9 Will Genia 71e · 8 Ben McCalman · 7 Michael Hooper 40e · 6 Scott Fardy · 5 Rob Simmons 66e · 4 Kane Douglas · 3 Sekope Kepu 54e · 2 Stephen Moore (cap.) 62e · 1 Scott Sio 51e · Remplaçants · 16 Tatafu Polota-Nau 62e · 17 James Slipper 51e · 18 Greg Holmes 54e · 19 Dean Mumm 66e · 20 Sean McMahon · 21 Nick Phipps 71e · 22 Matt Toomua · 23 Quade Cooper · Entraîneur · Michael Cheika |  | Écosse · Titulaires · Stuart Hogg 15 · 42e à 52e Sean Maitland 14 · 74e Mark Bennett 13 · 18e 71e Peter Horne 12 · 59e 63e Tommy Seymour 11 · Finn Russell 10 · (cap.) Greig Laidlaw 9 · David Denton 8 · John Hardie 7 · 67e Blair Cowan 6 · 67e Jonny Gray 5 · Richie Gray 4 · 75e WP Nel 3 · 54e Ross Ford 2 · 47e Alasdair Dickinson 1 · Remplaçants · 54e Fraser Brown 16 · 47e Gordon Reid 17 · 75e Jon Welsh 18 · 67e Tim Swinson 19 · 67e Josh Strauss 20 · Henry Pyrgos 21 · 71e Richie Vernon 22 · 63e Sean Lamont 23 · Entraîneur · Vern Cotter |

### Meilleurs marqueurs d'essais écossais
1. Tommy Seymour avec 4 essais.
2. Mark Bennett avec 3 essais.
3. John Hardie avec 2 essais.
4. Peter Horne, Greig Laidlaw, Sean Maitland, WP Nel, Finn Russell, Matt Scott, Tim Visser et Duncan Weir avec 1 essai.

### Meilleur réalisateur écossais
1. Greig Laidlaw, 79 points (1 essai, 13 transformations, 16 pénalités)